# Terešov (Hlubočany)
Terešov (německy Tereschau) je vesnice, jednostranná ulicovka s malou návsí, dnes část obce Hlubočany v okrese Vyškov. Leží asi 6 km jižně od Vyškova, v nadmořské výšce 290-300 m n. m.

## Historie
Terešov byl založen koncem 18. století jako dominikální ves a nazván byl podle majitelů velkostatku Kořenských z Terešova. K založení Terešova došlo v roce 1790. Údaj v Historickém místopisu země Moravskoslezské Ladislava Hosáka, podle kterého byl Terešov založen v roce 1709, je tisková chyba. Při svém založení byl Terešov osídlen Němci z Hřebečska, kteří přijali moravské nářečí. Změny ve způsobu zápisu názvu podle dokladů k jednotlivým rokům: v roce 1846 Thereschau, Theresow; 1872 Tereschau, Terešov; 1881 a 1924 Terešov, Tereschau. Od roku 1869 část obce Hlubočany. Do roku 1945 byla vesnice součástí německého jazykového ostrůvku na Vyškovsku.

### Velkostatek Hlubočany
Poté, co klášter Králové na Starém Brně, který měl Hlubočany v majetku od roku 1325, kdy mu je daroval Jindřich z Lipého, velkostatek (obsahoval jediné Hlubočany) v roce 1716 prodal Bernardu Antonínovi Bravanskému z Chobřan (1666–1722), velkostatek po jeho smrti v roce 1722 zdědila vdova Johanka (Johana) a dcery Johanka, Kateřina, Josefa, Barbora a Marie Anna, rozené Bravanské z Chobřan (intabulováno v roce 1727).
Posléze statek držela Kateřina, provdaná svobodná paní d'Albon a St. Andrée. Ta statek zanechala svým dětem Eugenovi, Františkovi a Kateřině d'Albonovým. Avšak v roce 1753 byl již velmi zadlužený statek Moravským královským tribunálem jako nejvyšším poručenským úřadem jménem sirotků prodán Václavu hraběti Kořenskému z Terešova, přísedícímu moravského zemského práva. Jeho děti a dědici Eleonora, hraběnka Michaelis, rozená Kořenská z Terešova, a nezletilí Rudolf, Emanuel, Louisa a Františka hrabata Kořenští z Terešova velkostatek (Hlubočany a Terešov) v roce 1796 prodaly generálu jízdy Arnoštovi hraběti Blankensteinovi.
Po smrti Arnošta hraběte Blankensteina v roce 1816 statek podle dědické smlouvy mezi jeho synovci Jindřichem a Kristiánem připadl Kristiánovi hraběti Blankensteinovi. Blankensteinové velkostatek Hlubočany drželi až do roku 1858, ve kterém byl jeho příbuzným Josefem hrabětem Blankensteinem prodán Arnoštu Janovi rytíři Herringovi. Po jeho smrti 31. října 1871 jej zdědili nezletilí bratři Viktor a Arnošt svobodní pánové Herring-Frankendorf (rovným dílem). V roce 1874 postoupil své spoluvlastnické právo Viktorovi, a ten v roce 1876 třetinu prodal Maxovi Gomperzovi a dvě třetiny Juliovi Gomperzovi.
V roce 1909 byl díl Maxe Gomperze intabulován Dr. Filipu rytíři Gomperzovi. Po smrti Julia Gomperze (21. února 1909) nabyl Filip rytíř Gomperz i zbylý díl Hlubočan. Po roce 1909 tak byl celý velkostatek sloučen v jeho rukou.

## Obyvatelstvo

### Struktura
Vývoj počtu obyvatel za celou obec i za jeho jednotlivé části uvádí tabulka níže, ve které se zobrazuje i příslušnost jednotlivých částí k obci či následné odtržení.
| Místní části   | Místní části | 1869 | 1880 | 1890 | 1900 | 1910 | 1921 | 1930 | 1950 | 1961 | 1970 | 1980 | 1991 | 2001 | 2011 |
| -------------- | ------------ | ---- | ---- | ---- | ---- | ---- | ---- | ---- | ---- | ---- | ---- | ---- | ---- | ---- | ---- |
| Počet obyvatel | část Terešov | 101  | 120  | 114  | 132  | 138  | 138  | 125  | 110  | 114  | 88   | 63   | 37   | 41   | 47   |
| Počet domů     | část Terešov | 28   | 30   | 32   | 33   | 34   | 35   | 36   | 34   | 0    | 30   | 27   | 33   | 34   | 34   |

Do roku 1945 byl Terešov a Hlubočany obce s německou většinou obyvatel. Za okupace, v době Protektorátu Čechy a Morava se české obyvatelstvo muselo vystěhovat. V roce 1946 bylo vystěhováno německé obyvatelstvo.

## Galerie

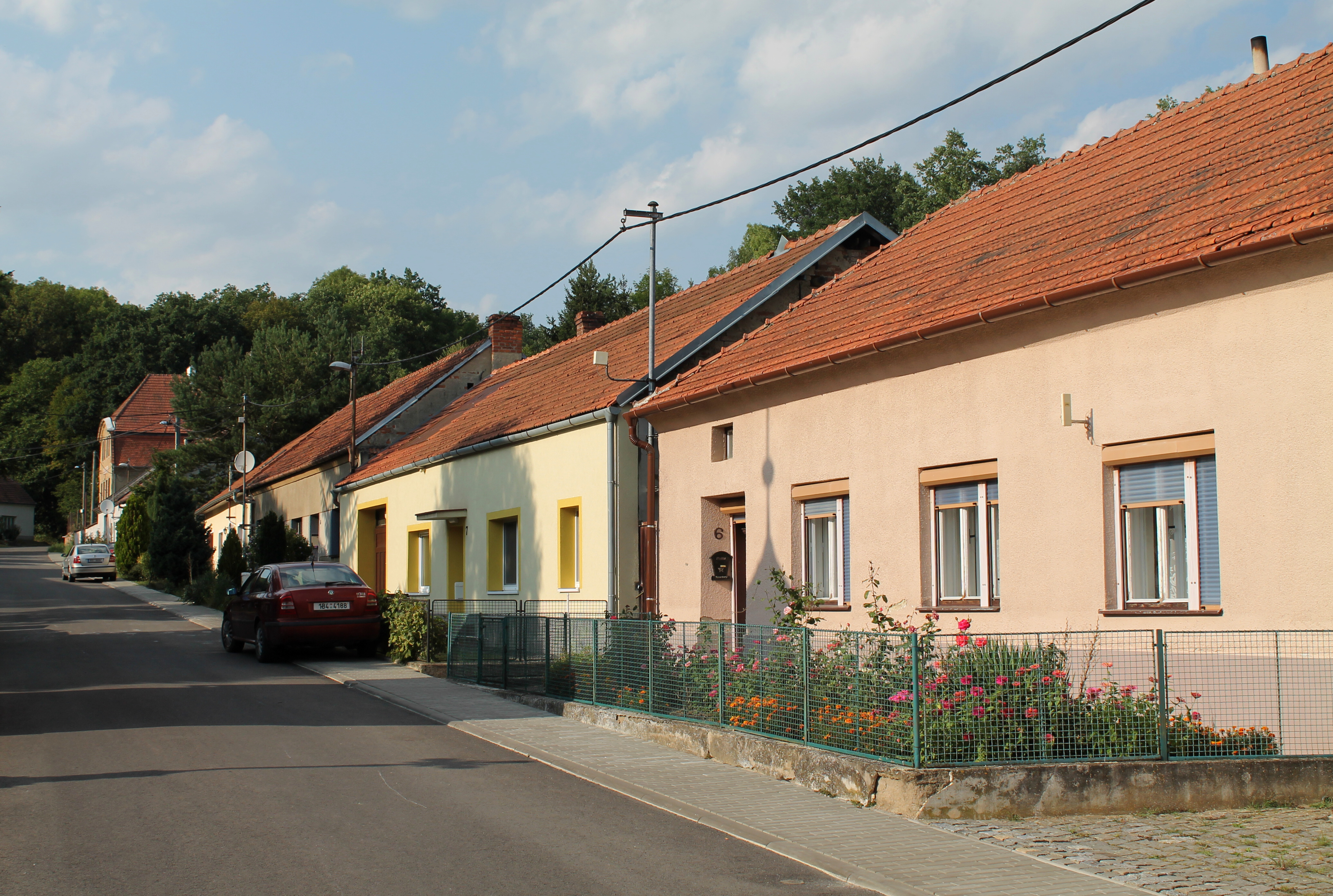
Před kapličkou na terešovské ulici
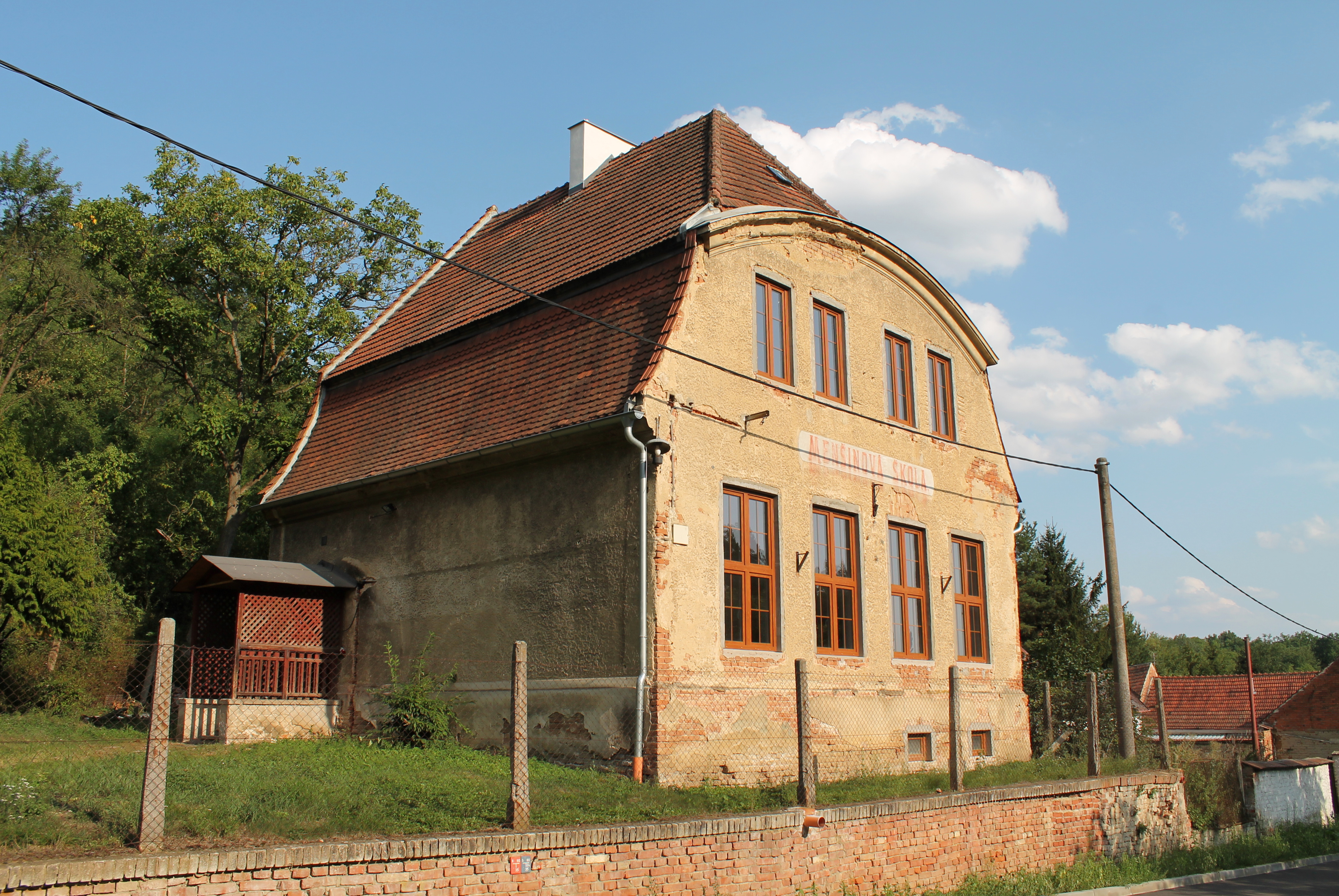
Bývalá základní škola
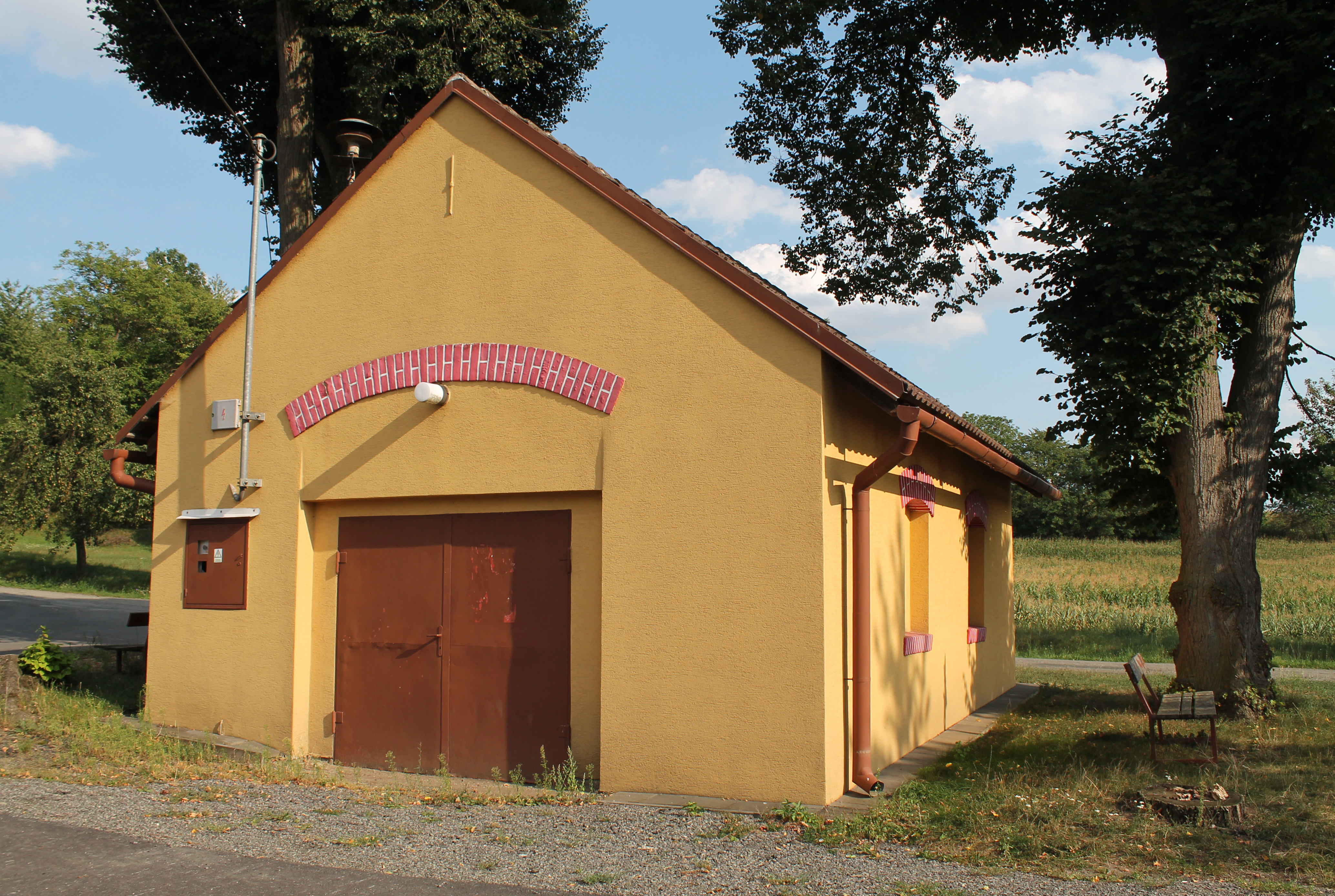
Hasičská zbrojnice
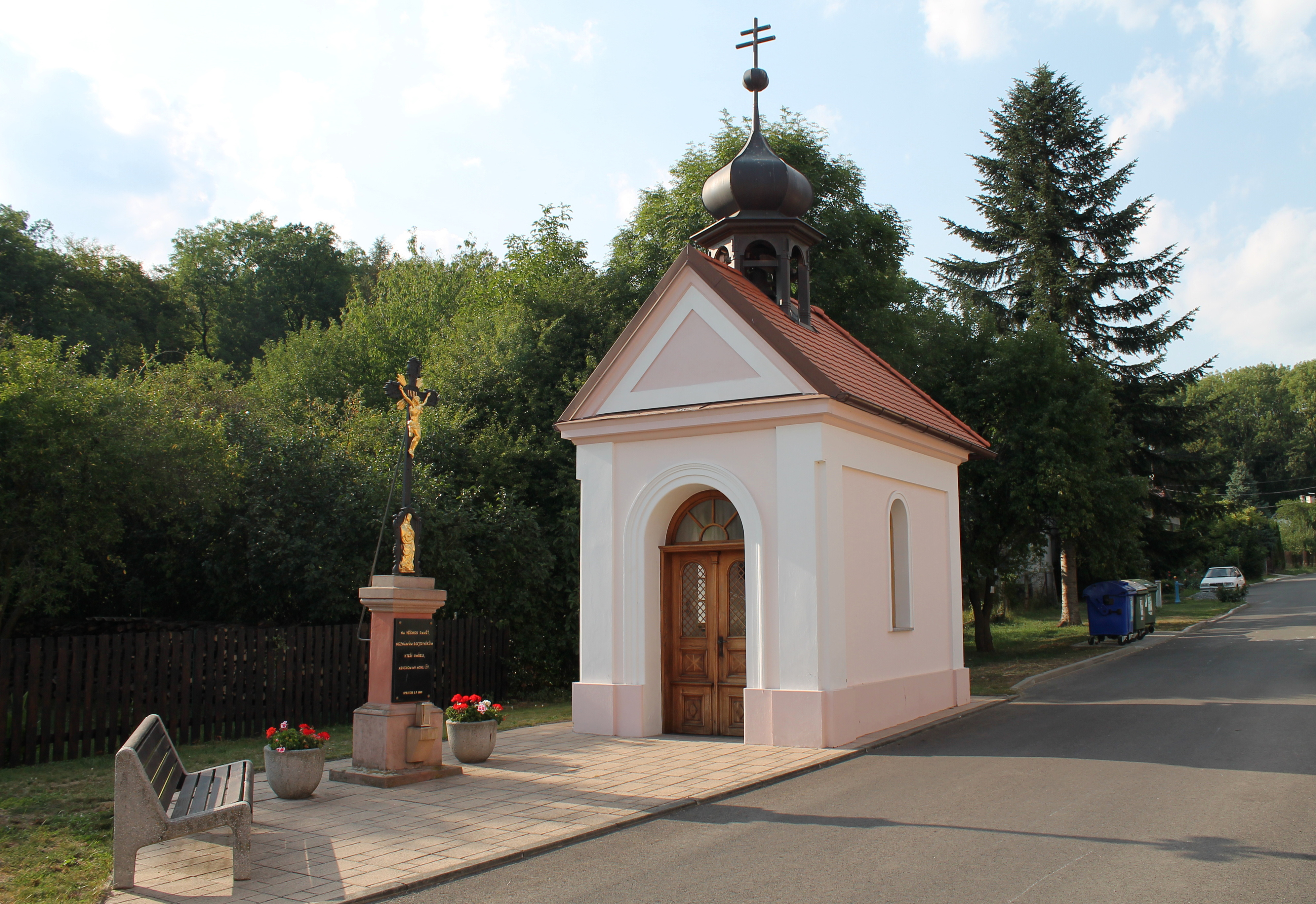
Kaple na návsi
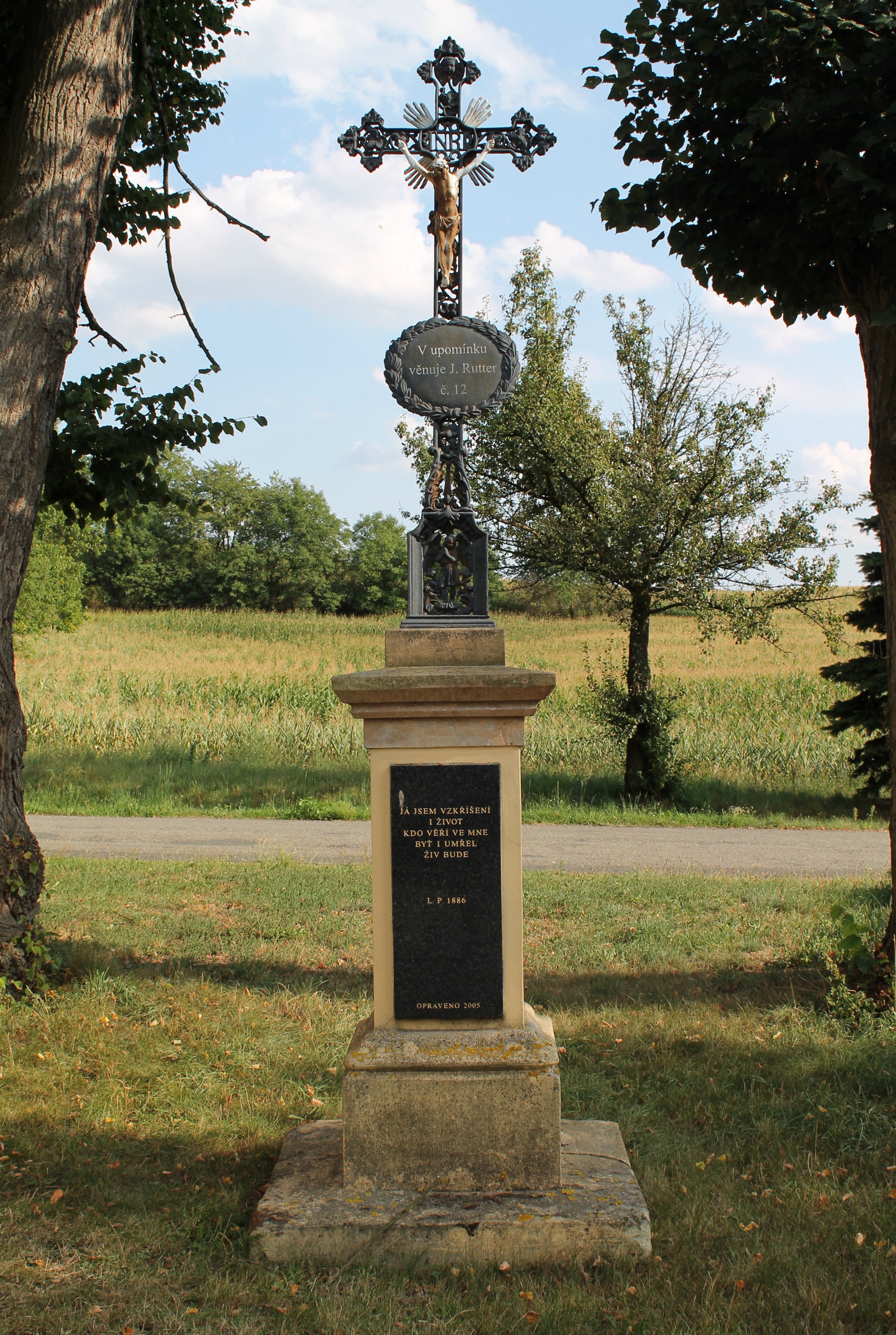
Kříž u silnice
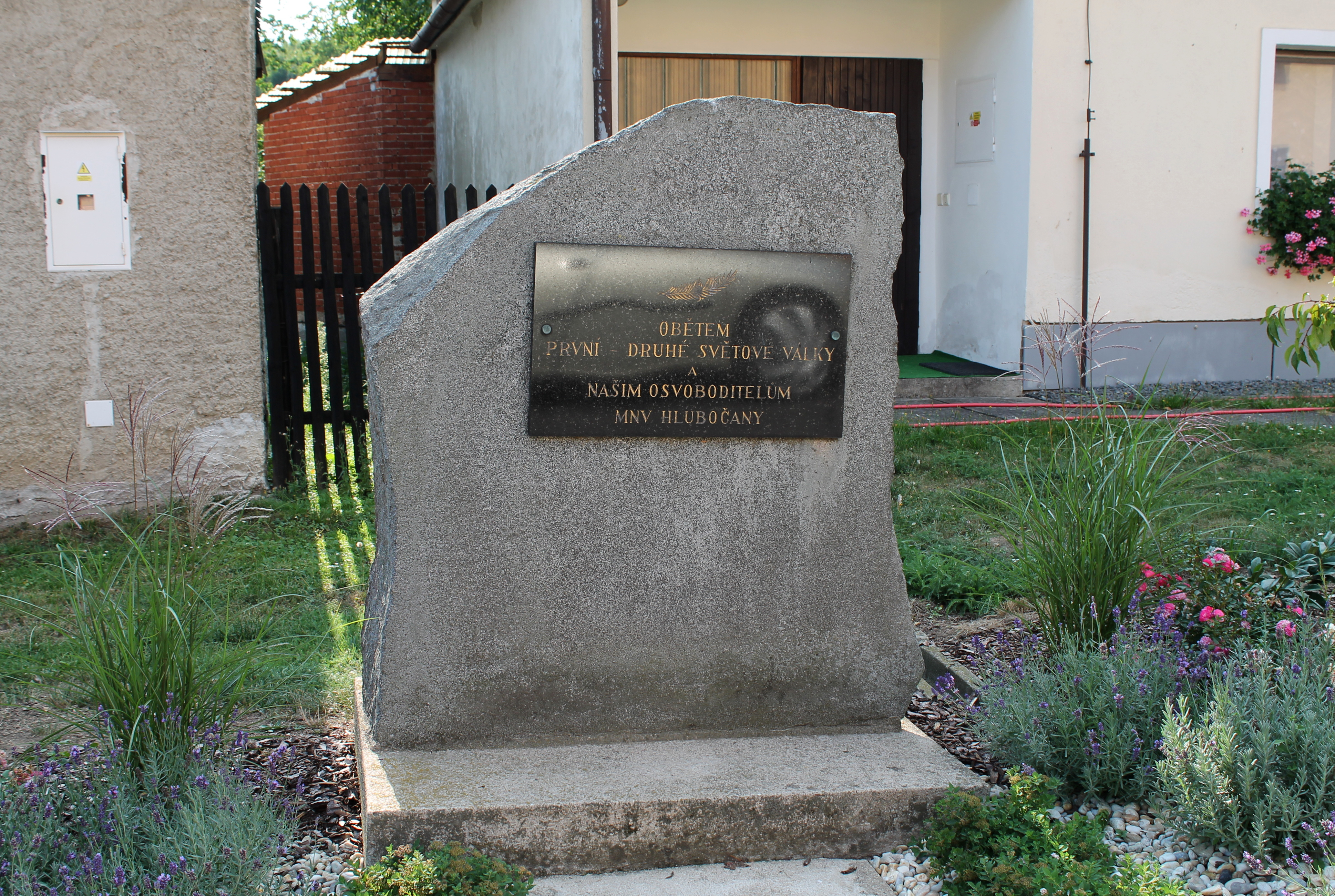
Pomník obětem světových válek

## Pamětihodnosti
- Kaple
- Kříž u kaple
- Kříž u lesa
- Kříž při silnici na Hlubočany